# Leichtathletik-Länderkampf der Frauen 1934 Deutschland – Japan
| 2. Leichtathletik-Länderkampf mit deutscher Beteiligung 1934 | 2. Leichtathletik-Länderkampf mit deutscher Beteiligung 1934 |
| ------------------------------------------------------------ | ------------------------------------------------------------ |
|                                                              |                                                              |
| Ländervergleich der Frauen: Deutschland – Japan              |                                                              |
| Austragungsort                                               | Wuppertal                                                    |
| Wettbewerbe                                                  | 8                                                            |
| Datum                                                        | 15. August 1934                                              |
| 1. GER 2. JPN                                                | 67 Punkte 25 Punkte                                          |
| Chronik                                                      |                                                              |
| ← POL-GER (F)                                                | GER-SUI (M) →                                                |

Der zweite Vergleich des Leichtathletik-Länderkampfjahrs 1934 brachte die erste Begegnung des deutschen Frauenteams mit den Japanerinnen. Die Männer hatten im Rahmen einer Japanreise 1929 bereits einmal einen Länderkampf mit Japan durchgeführt. 1934 fand die Begegnung am 15. August in der deutschen Stadt Wuppertal im Stadtteil Elberfeld statt. Deutschland siegte mit 67 Punkten gegenüber 25 Punkten der Mannschaft aus Japan. So war die Gesamtbilanz der Frauen mit drei Siegen und drei Niederlagen nun ausgeglichen.

## Modus
Gewertet wurde in den Einzeldisziplinen nach dem später üblichen System: Pl. 1: 4 P, Pl. 2: 3 P., …, Pl. 4: 1 P. In den Staffeln erhielt das erstplatzierte Team 7, die Staffel auf Platz zwei 5 P.

## Wettbewerbe
Mit den Rennen über 60- und 200 Meter wurden nur zwei Sprints ausgetragen. Der 80-Meter-Hürdenlauf stand nicht auf dem Programm, stattdessen gab es wieder einen Mittelstreckenlauf über 800 Meter. Als Laufwettbewerb war außerdem nur noch die 4-mal-100-Meter-Staffel im Angebot. Bei den vier ausgetragenen technischen Disziplinen Weitsprung, Kugelstoßen, Diskus- und Speerwurf fehlte diesmal der Hochsprung.

## Ergebnis
Das japanische Team hatte in der Woche zuvor an den 4. Frauen-Weltspielen in London teilgenommen und nutzte diesen Europaaufenthalt zu einem Treffen mit den deutschen Leichtathletinnen. Außer über 800 Meter und im Weitsprung – die Japanerinnen hier jeweils auf den Rängen zwei und vier – gab es in den Einzelwettbewerben nur deutsche Doppelsiege. Auch die Sprintstaffel ging an die deutschen Läuferinnen. So fiel der deutsche Erfolg ausgesprochen hoch aus.

## Legende
Kurze Übersicht zur Bedeutung der Symbolik – so üblicherweise auch in sonstigen Veröffentlichungen verwendet:
| k. A. | keine Angabe |

## Resultate

### 60 m
| Platz | Athletin        | Land | Zeit (s) |
| ----- | --------------- | ---- | -------- |
| 1     | Gretel Kuhlmann | GER  | 8,0      |
| 2     | Emmy Albus      | GER  | 8,0      |
| 3     | Watanabe Sumiko | JPN  | 8,2      |
| 4     | Inui Fumiko     | JPN  | 8,6      |

### 200 m
| Platz | Athletin         | Land | Zeit (s) |
| ----- | ---------------- | ---- | -------- |
| 1     | Käthe Krauß      | GER  | 26,0     |
| 2     | Marie Dollinger  | GER  | 26,0     |
| 3     | Idota Kiyoko     | JPN  | 28,2     |
| 4     | Hirashima Kiroko | JPN  | 29,6     |

### 800 m
| Platz | Athletin       | Land | Zeit (min) |
| ----- | -------------- | ---- | ---------- |
| 1     | Lina Radke     | GER  | 2:21,0     |
| 2     | Idota Kiyoko   | JPN  | 2:28,6     |
| 3     | Ilse Dörffeldt | GER  | k. A.      |

nur eine Japanerin angetreten

### 4 × 100 m Staffel
| Platz | Besetzung       | Land                                                     | Zeit (s) |
| ----- | --------------- | -------------------------------------------------------- | -------- |
| 1     | Deutsches Reich | Gretel Kuhlmann Käthe Krauß Marie Dollinger Selma Grieme | 48,2     |
| 2     | Japan           | Inui Fumiko Watanabe Sumiko Makino Yukiko Kuzuo Kohide   | 52,6     |

### Weitsprung
| Platz | Athletin          | Land | Weite (m) |
| ----- | ----------------- | ---- | --------- |
| 1     | Selma Grieme      | GER  | 5,85      |
| 2     | Watanabe Sumiko   | JPN  | 5,36      |
| 3     | Gisela Mauermayer | GER  | 5,32      |
| 4     | Kuzuo Kohide      | JPN  | 4,97      |

### Kugelstoßen
| Platz | Athletin          | Land | Weite (m) |
| ----- | ----------------- | ---- | --------- |
| 1     | Gisela Mauermayer | GER  | 13,90     |
| 2     | Tilly Fleischer   | GER  | 12,29     |
| 3     | Yamamoto Sadako   | JPN  | 10,10     |
| 4     | Shimpo Masako     | JPN  | 09,20     |

### Diskuswurf
| Platz | Athletin          | Land | Weite (m) |
| ----- | ----------------- | ---- | --------- |
| 1     | Käthe Krauß       | GER  | 40,22     |
| 2     | Gisela Mauermayer | GER  | 37,85     |
| 3     | Shimpo Masako     | JPN  | 32,95     |
| 4     | Yamamoto Sadako   | JPN  | 32,92     |

### Speerwurf
| Platz | Athletin        | Land | Weite (m) |
| ----- | --------------- | ---- | --------- |
| 1     | Tilly Fleischer | GER  | 40,08     |
| 2     | Gretel Kuhlmann | GER  | 39,21     |
| 3     | Shimpo Masako   | JPN  | 38,94     |
| 4     | Yamamoto Sadako | JPN  | 35,74     |